# Shaun Perry

a Compétitions nationales et continentales officielles uniquement.

b Matchs officiels uniquement.
Dernière mise à jour le 26 janvier 2017.
Shaun Andrew Perry, né le 4 mai 1978 à Wolverhampton (Angleterre), est un joueur de rugby à XV anglais. Il compte 14 sélections en équipe d'Angleterre, évoluant au poste de demi de mêlée.

## Biographie
Il a honoré sa première cape internationale en équipe d'Angleterre le 5 novembre 2006 contre l'équipe de Nouvelle-Zélande.

## Statistiques en équipe nationale
- 14 sélections en équipe d'Angleterre depuis 2006
- 10 points (2 essais)
- Sélections par année : 4 en 2006, 10 en 2007
- Tournoi des Six Nations disputé : 2007